# Oberbösa
Oberbösa ist eine Gemeinde im thüringischen Kyffhäuserkreis. Sie gehört zur Verwaltungsgemeinschaft Greußen. Nördlich von Oberbösa liegt das zur Gemeinde gehörige Klostergut Bonnrode.

## Geographie
Oberbösa liegt auf einer Hochebene an der Südabdachung der Hainleite, welche sich sanft hinein ins Thüringer Becken absenkt, also direkt am nördlichen Rand dieses Beckens. Politisch gesehen am Südrand des Kyffhäuserkreises. Oberbösa befindet sich im Einzugsgebiet des Wirbelbachs, einem rechten Zufluss zum unteren Abschnitt der Wipper.
Die umliegenden Ortschaften sind: Im Norden auf der anderen Seite der Hainleite sind Hachelbich (Nordwesten), Göllingen (Norden), Seega (Nordosten), Diesseits der Hainleite befinden sich: Günserode (Osten), Bilzingsleben (Südosten), Frömmstedt (Süden), Niederbösa (Südwesten) und Trebra (Westen).

## Geschichte

### Oberbösa

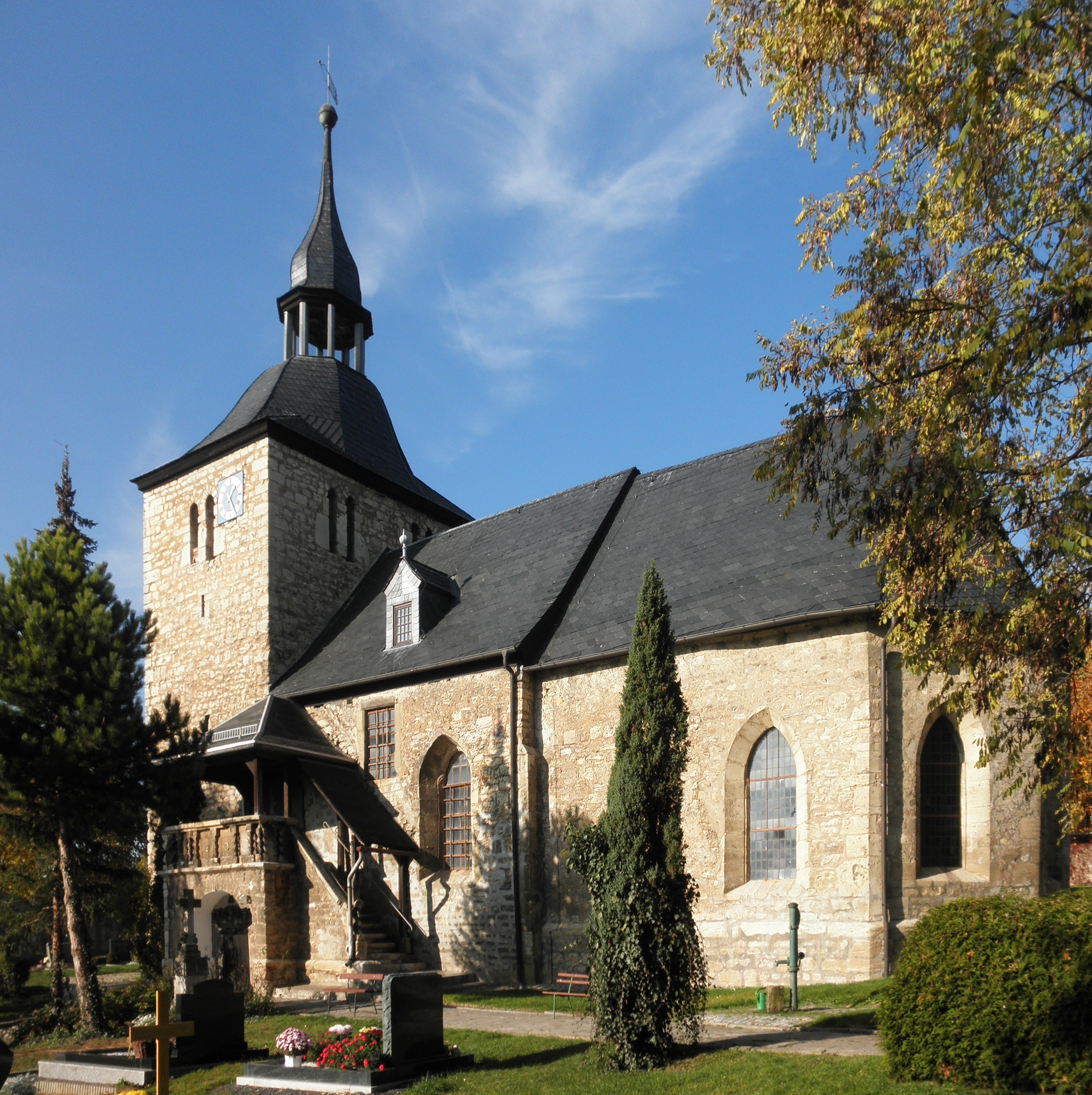
Kirche in Oberbösa

Auf dem Ausläufer der Hainleite wurde nördlich von Oberbösa eine jungsteinzeitliche Grabhütte ausgegraben. In der Nähe dieser Hütte wurde Bronzen der frühen und mittleren Bronzezeit gefunden. In der Grabanlage befanden sich Gebeine von 78 Personen. Außerdem fand man noch Tierknochen sowie Nachbestattungen.
Oberbösa wird 786 erstmals als Bysaho urkundlich erwähnt. Im Jahr 839 bestätigt Kaiser Ludwig, dass das Dorf Bösoa von seinem Sohn Ludwig dem Kloster zu Fulda zugeeignet worden ist. 1431 wird die große Glocke für die Kirche in Oberbösa gegossen. Der Pest fallen im Jahr 1611 188 Einwohner zum Opfer.
Der Ort gehörte bis 1815  zum kursächsischen Amt Weißensee und war bis auf den Süden von der Schwarzburger Unterherrschaft umgeben. Durch die Beschlüsse des Wiener Kongresses kam er zu Preußen und wurde 1816 dem Landkreis Weißensee im Regierungsbezirk Erfurt der Provinz Sachsen zugeteilt, zu dem er bis 1944 gehörte. Mit der Kreisreform der DDR von 1952 wurde Oberbösa in den Kreis Sondershausen eingegliedert.
Der Verein KULTURdurst.Oberbösa e. V. organisiert seit 2007 in den Sommermonaten in der „Festspielscheune“ kulturelle Veranstaltungen unter dem Titel „Sommerklang“.

### Bonnrode
Bonnrode wurde am 17. Juni 983 erstmals urkundlich erwähnt. Zwischen 1122 und 1140 wurde in Bonnrode ein Benediktiner-Nonnenkloster gegründet. 1525 wurde Bonnrode im Deutschen Bauernkrieg zerstört. Heute besteht das Klostergut Bonnrode. Es wird seit 2004 vom Verein Klostergut Bonnrode e. V. bewirtschaftet. Der Verein hat sich der Instandsetzung der Bausubstanz und der kulturellen Nutzung des Denkmales verschrieben. So wurde unter anderem der historische Backofen wieder rekonstruiert. Weiterhin entsteht eine bäuerliche Gartenanlage. Der Verein führt drei große Veranstaltungen im Jahr durch. Viele Besucher haben schon zum Männertag, zum Sommerevent und zum Tag des offenen Denkmals den Weg auf das Klostergut gefunden. Auch wird die waldreiche Umgebung des Klostergutes von Wanderern und Nordic-Walkern geschätzt.
Über dem Trigonometrischen Punkt des Kuhberges bei Bonnrode stand bis in die 1970er Jahre ein großer Signalturm mit etwa 50 m Höhe, bestehend aus zwei ineinander verschachtelten Fachwerktürmen aus Holz.

### Einwohnerentwicklung
Entwicklung der Einwohnerzahl (31. Dezember):
| - 1994 – 431 - 1995 – 418 - 1996 – 413 - 1997 – 425 - 1998 – 425 - 1999 – 428 | - 2000 – 430 - 2001 – 434 - 2002 – 446 - 2003 – 421 - 2004 – 430 - 2005 – 423 | - 2006 – 415 - 2007 – 413 - 2008 – 408 - 2009 – 401 - 2010 – 396 - 2011 – 397 | - 2012 – 390 - 2013 – 378 - 2014 – 364 - 2015 – 355 - 2016 – 349 - 2017 – 344 | - 2018 – 333 - 2019 – 325 - 2020 – 313 - 2021 – 313 |

Datenquelle: Thüringer Landesamt für Statistik

## Partnerschaft
- Bubenheim